# LAMOST
LAMOST (англ. Large Sky Area Multi-Object Fibre Spectroscopic Telescope, Большой многоцелевой спектроскоп для наблюдения обширных районов неба, также известный как телескоп Го Шоуцзин по имени китайского астронома XIII века) — крупнейший на данный момент спектроскоп, находящийся на наблюдательной станции Синлун в провинции Хэбэй Китая, недалеко от Пекина. Находится под управлением Китайской академии наук. Телескоп планируют использовать для 5-летнего астрономического спектрографического обзора 10 миллионов звёзд Млечного Пути, а также миллионов галактик. Стоимость проекта составляет 235 миллионов юаней, а высота конструкции больше 15-этажного здания. Апертура телескопа составляет 4 метра, что позволяет регистрировать спектр звёзд до 20,5 величины.

## Оптика
LAMOST сделан как зеркальный телескоп Шмидта с активной оптикой. Он оснащён двумя зеркалами, каждое из которых состоит из ряда шестиугольных деформируемых сегментов размером по 1,1 метра. Первое зеркало (24 сегмента, занимает площадь 5,72 м × 4,4 м в виде прямоугольника) является корректирующей пластиной Шмидта под куполом на наземном уровне. Почти плоское первое зеркало отражает свет на юг, в сторону конструкции в виде большого наклонного туннеля (25° выше горизонтали) ко второму, более крупному сферическому фокусирующему зеркалу (37 сегментов, занимает площадь 6,67 м × 6,09 м в виде прямоугольника). Оно направляет свет к фокальной плоскости 1,75 метра в диаметре, соответствующей 5-градусному полю зрения. Фокальная плоскость облицована 4000 единицами волоконно-позиционирующих блоков, к каждому из которых подведено оптическое волокно, передающее свет на один из шестнадцати 250-канальных спектрографов, размещённых ниже.
На фотоснимке телескопа второе зеркало находится в верхней части левой колонны с опорной стойкой, а первое зеркало — левее двух куполов в правой части фотоснимка (самый правый, серый купол соединяет элементы телескопа), а спектрографы размещены внутри правой колонны.
Каждый спектрограф оснащён двумя ПЗС-камерами 4к×4к, использующими ПЗС-чипы компании e2v со сторонами синего (370–590 нм) и красного (570–900 нм) диапазонов световых волн; телескоп также можно использовать в более высоком режиме спектрального разрешения, где диапазон волн составляет 510–540 и 830–890 нм.
Использование активной оптики для управления отражающим корректором делает этот телескоп уникальным астрономическим инструментом, сочетающим большую апертуру с широким углом обзора. Доступная огромная фокальная плоскость может вместить тысячи оптических волокон, с помощью чего собирается свет от далёких и слабых небесных объектов до 20,5 звёздной величины, а затем подаётся в спектрографы, что обещает крайне высокий уровень сбора светового спектра от десятка тысяч объектов за ночь.

## Научные цели
Конкретные научные цели использования телескопа включают в себя:
- внегалактическое спектрографическое исследование для понимания крупномасштабной структуры вселенной;
- спектрографическое исследование звёзд, в том числе поиск бедных железом звёзд в галактическом гало, для пополнения информации о структуре нашей галактики;
- перекрёстная идентификация многодиапазонных исследований.

Также есть надежда, что огромный объём собираемых данных приведёт к дополнительным неожиданным открытиям. В начале пусконаладочных наблюдений удалось спектрографически подтвердить новый метод идентификации квазаров на основе их инфракрасного излучения. Основной задачей телескопа стоит введение китайской астрономии в XXI век, заняв ведущую роль в астрономической спектрографии и в областях широкомасштабных исследований астрономии и астрофизики.

## Результаты
В ходе презентации на конференции 2011 года предположили, что изначальная проблема с точностью волоконных позиционирующих модулей связана с их плохой пропускной способностью, но это было исправлено добавлением ещё одного шага калибровки.
В той же презентации указывается, что местоположение телескопа лишь в 115 км северо-восточней Пекина далеко от идеального, и находится на территории с высоким уровнем как атмосферного, так и светового загрязнения.
С помощью телескопа LAMOST учёным удалось найти сверхскоростные звезды LAMOST-HSV1, LAMOST-HSV2 и LAMOST-HSV3, движущиеся со скоростью 300 км/с.
К 30 марта 2022 года на телескопе Го Шоуцзин китайские астрономы открыли 1417 компактных галактик, что в 1,8 раза больше количества таких галактик, открытых астрономами других стран. Из-за небольшого размера и зеленоватых, голубоватых и фиолетовых оттенков на фотографиях большинство новооткрытых галактик подразделено на «гороховые» (739 галактик), «черничные» (270 галактик) и «виноградные» (388 галактик). Самая далёкая из открытых галактик находится на расстоянии 9 млрд световых лет от нашей планеты, а масса самой массивной составляет 10 млрд масс Солнца.
К 2025 году с помощью наблюдений на телескопе Го Шоуцзин, проводившихся с сентября 2017 года по июнь 2022 года открыто 1338 квазаров за галактической плоскостью Млечного пути (то есть с галактической широтой, по модулю меньшей или равной 20 градусам), до этого телескопами мира квазары открывались в основном в высоких галактических широтах.